# Morgan Ellis
Morgan Ellis, född 30 april 1992, är en kanadensisk professionell ishockeyspelare som är kontrakterad till NHL-organisationen Montreal Canadiens och spelar för deras primära samarbetspartner St. John's Icecaps i American Hockey League (AHL). Han har tidigare spelat på lägre nivåer för Hamilton Bulldogs i AHL, Wheeling Nailers i ECHL och Cape Breton Screaming Eagles och Cataractes de Shawinigan i Ligue de hockey junior majeur du Québec (LHJMQ).
Ellis draftades i fjärde rundan i 2010 års draft av Montreal Canadiens som 117:e spelare totalt.

## Statistik
| 2007–2008    | Charlottetown Islanders Midget AAA | NBPEIMMHL    | 33  | 3  | 4  | 7   | 28  | 7  | 0 | 2 | 2  | 10 |
| 2008–2009    | Cape Breton Screaming Eagles       | LHJMQ        | 52  | 0  | 6  | 6   | 45  | 10 | 0 | 1 | 1  | 4  |
| 2009–2010    | Cape Breton Screaming Eagles       | LHJMQ        | 60  | 4  | 25 | 29  | 56  | 5  | 1 | 0 | 1  | 10 |
| 2010–2011    | Cape Breton Screaming Eagles       | LHJMQ        | 65  | 8  | 28 | 36  | 65  | 4  | 0 | 0 | 0  | 8  |
| 2011–2012    | Cape Breton Screaming Eagles       | LHJMQ        | 34  | 7  | 8  | 25  | 18  | —  | — | — | —  | —  |
|              | Cataractes de Shawinigan           | LHJMQ        | 26  | 8  | 19 | 27  | 38  | 11 | 4 | 7 | 11 | 6  |
| 2012–2013    | Hamilton Bulldogs                  | AHL          | 71  | 4  | 4  | 8   | 57  | —  | — | — | —  | —  |
| 2013–2014    | Hamilton Bulldogs                  | AHL          | 59  | 3  | 7  | 10  | 36  | —  | — | — | —  | —  |
| 2014–2015    | Hamilton Bulldogs                  | AHL          | 27  | 3  | 6  | 9   | 13  | —  | — | — | —  | —  |
|              | Wheeling Nailers                   | ECHL         | 39  | 13 | 13 | 26  | 22  | 5  | 0 | 2 | 2  | 0  |
| 2015–2016    | Montreal Canadiens                 | NHL          | 2   | 0  | 0  | 0   | 2   | —  | — | — | —  | —  |
|              | St. John's Icecaps                 | AHL          | 56  | 12 | 19 | 31  | 45  | —  | — | — | —  | —  |
| NHL totalt   | NHL totalt                         | NHL totalt   | 2   | 0  | 0  | 0   | 2   | —  | — | — | —  | —  |
| AHL totalt   | AHL totalt                         | AHL totalt   | 213 | 22 | 36 | 58  | 151 | —  | — | — | —  | —  |
| ECHL totalt  | ECHL totalt                        | ECHL totalt  | 39  | 13 | 13 | 26  | 22  | 5  | 0 | 2 | 2  | 0  |
| LHJMQ totalt | LHJMQ totalt                       | LHJMQ totalt | 237 | 27 | 96 | 123 | 222 | 30 | 5 | 8 | 13 | 28 |